# (4315) Pronik
(4315) Pronik est un astéroïde de la ceinture principale.

## Description
(4315) Pronik est un astéroïde de la ceinture principale. Il fut découvert le 24 septembre 1979 à Naoutchnyï par Nikolaï Tchernykh. Il présente une orbite caractérisée par un demi-grand axe de 2,97 UA, une excentricité de 0,30 et une inclinaison de 16,7° par rapport à l'écliptique.

## Compléments